# مارك هيوز (لاعب كرة قدم)
مارك هيوز (بالإنجليزية: Mark Hughes)‏ (9 ديسمبر 1986 في المملكة المتحدة - ) هو لاعب كرة قدم بريطاني في مركز قلب الدفاع. لعب مع ستوكبورت كونتي وستيفيناغ بوروه ونادي أكرينغتون ستانلي ونادي إيفرتون ونادي بوري ونادي نورثامبتون تاون ونادي والسول وNorthern Fury FC ‏ ونادي موركامب.

## وصلات خارجية
- مارك هيوز على موقع قاعدة بيانات كرة القدم.إي يو (الإنجليزية)
- مارك هيوز على موقع Soccerbase.com (لاعب) (الإنجليزية)
- مارك هيوز على موقع عالم كرة القدم.نت (الإنجليزية)